# Joseph Yodoyman
Joseph Yodoyman (1950 – 22. november 1993) var regeringschef i Tchad 20. maj 1992- 7. april 1993.

## Eksternt link
- Africa Database Arkiveret 18. august 2006 hos  Wayback Machine